# Mi-Parti

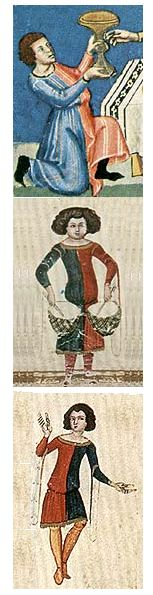
Mi-Parti im 14. Jahrhundert

Mi-Parti (franz.-lat.: halb-geteilt) bezeichnet eine meist vertikale Teilung eines Gewandstückes (zum Beispiel Strumpfbeine) in verschiedenen Farben, beispielsweise rechts rot, links blau.
Im Laufe des 11. Jahrhunderts machte sich durch die Heirat Kaiser Ottos II. mit der byzantinischen Prinzessin Theophanu der Einfluss der byzantinischen Mode stärker bemerkbar, deren Charakteristikum eine zunehmend enger werdende Kleidung war. Eine neue Vorliebe für Prunkstoffe byzantinischen Ursprungs und eine sich daraus entwickelnde starke Farbigkeit bei der Kleidung führte zum Mi-Parti, dem Zusammensetzen der Kleidung aus verschiedenfarbigen Stoffen. Dieses Mi-Parti fand zuerst bei den Hosen Anwendung, die im 13. und 14. Jahrhundert zunehmend enger und, mit Füßen versehen, zu langen, an die Bruoch genestelten Beinlingen, wurden. Anfänglich zeigte die Farbteilung wohl lediglich das Abhängigkeitsverhältnis des Trägers an und wurde von Bediensteten getragen.
Bis zum 15. Jahrhundert hatte sich daraus eine wahre Farbsymbolik entwickelt, mit der unter anderem die Gemütsverfassung des Trägers ausgedrückt wurde. Der Zeichencharakter der Farben bzw. der Kleidung war aber bereits im Hochmittelalter des 11. und 12. Jahrhunderts bekannt, denn es gab wenige Menschen, die lesen und schreiben konnten. Die Farben oder die Kleidung wies auf einen bestimmten Stand oder eine Gruppe hin. Sie konnte auszeichnen oder stigmatisieren. 
Gegen Ende des 16. Jahrhunderts verschwand das Mi-Parti aus der Mode; es blieb allerdings Narrenattribut und ist bis heute im Kostüm der Narren erhalten.